# SS-12

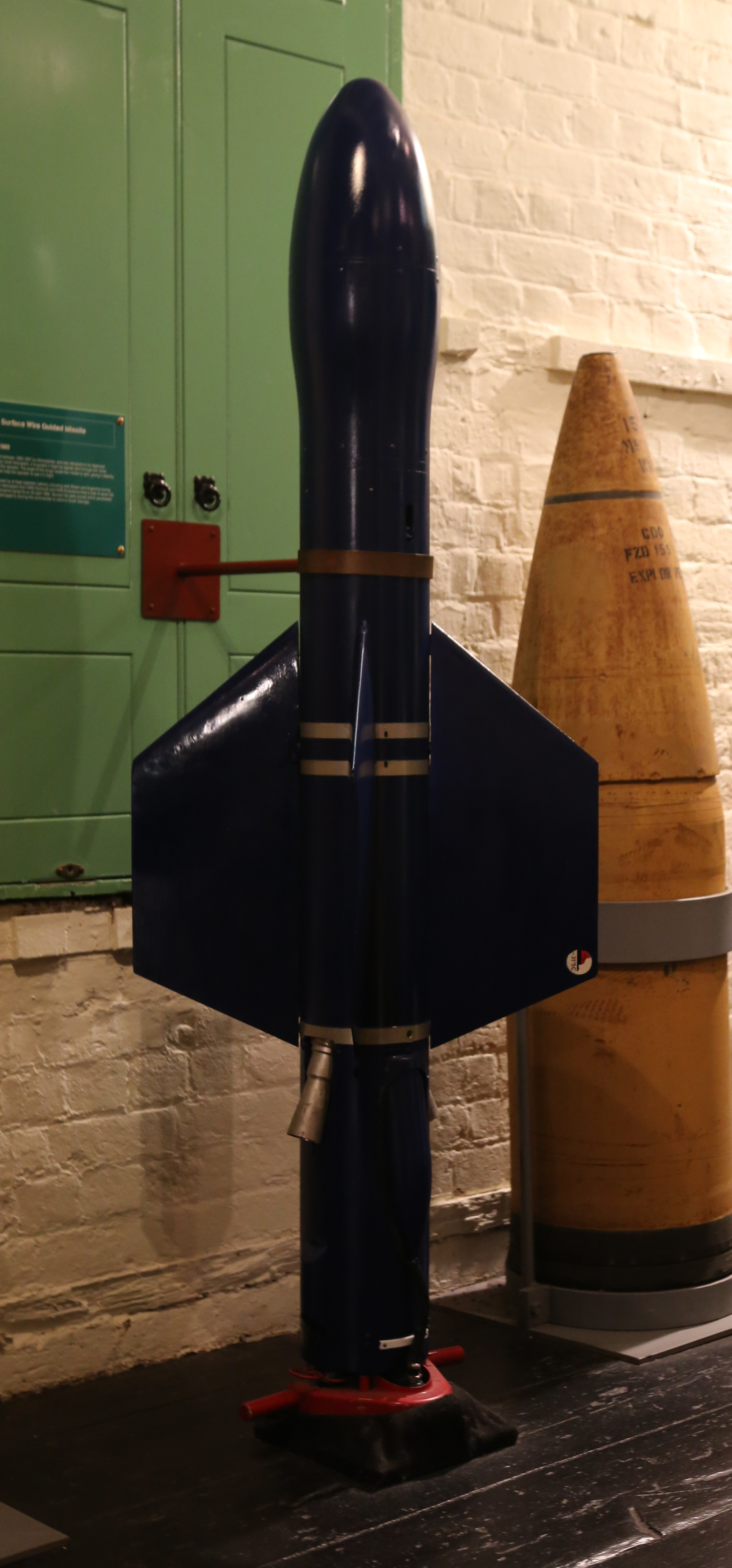
Missile AS-12.

Le SS-12 (pour surface-surface) est un missile antinavire français conçu par Nord-Aviation dans les années 1950. 

## Caractéristiques
De courte portée, environ 15 km, il a une longueur de 2,3 m et un poids de 103 kg (28 kg d’explosif) ; son diamètre est de 0,185 m, son temps de vol est de 60 s à une vitesse moyenne Mach 0,9 donc subsonique.  Sa charge de 28,4 kg construit par Luchaire SA peut percer plus de 4 centimètres de blindage et exploser à l'intérieur du compartiment ainsi protégé. Des tirs d'essai par mer de force 3 au large de Toulon (1,25 m de creux) à bord du patrouilleur La Combattante (P730) de la marine nationale française ont atteint la cible avec une précision voisine du mètre.

## Historique
Dérivés des SS-10, SS-11 et AS-11 étudiés après la Seconde Guerre mondiale, les SS12/AS12 sont entrés en production à partir de 1961 (SS-12 M en 1966), la première version a équipé La Combattante. La version AS12 est portée par hélicoptère. Elle équipe, ou a équipé, de nombreuses marines.
Pendant la guerre des Malouines, le 25 avril 1982, trois missiles AS-12 tirés à partir d'hélicoptères Wasp HAS1 de la Royal Navy ont sérieusement touché le sous-marin argentin ARA Santa Fe. Le 11 juin, un Wessex HU MK5, arrivé à très basse altitude, à trois milles au nord-ouest de l'hôtel de ville de Stanley, tira un premier missile AS 12 qui manqua le bâtiment mais atteignit le poste de police situé de l'autre côté de la rue, qui abritait le centre de coordination du renseignement argentin. Le Wessex se retire après le tir infructueux d'un second AS-12 qui tombe à l'eau. 
Les hélicoptères Lynx de la marine nationale française en ont été équipés jusqu'en 1995.
Les missiles Sea Skua et AS 15 TT (dans les années 1980) puis Sea Venom - Anti navire léger (dans les années 2010) ont succédé au SS-12.

## Systèmes d'arme et pays utilisateurs
Le SS-12 équipe les pays suivants:
- Libye
- Cameroun (Patrouilleur type PR48)
- Togo (Patrouilleur)
- Grèce (Patrouilleur type Asheville/Tolmi)
- Tunisie (Patrouilleur type PR48 Bizerte).